# 西天竜幹線水路
西天竜幹線水路（にしてんりゅうかんせんすいろ）は、長野県の天竜川右岸の1市2町1村に水を供給する国営の農業用水路。

## 概要
岡谷市川岸の西天竜取水堰（西天竜頭首工）の左岸から取水し、サイホンで右岸に導水している。
日本で最も多くの円筒分水を保有しており、円筒分水群の別名を持っている。 
「西天竜幹線水路円筒分水工群」は2006（平成18）年度の土木学会選奨土木遺産。
また、西天竜幹線用水路の末端には西天竜発電所（長野県企業局）がある。

## 受益地

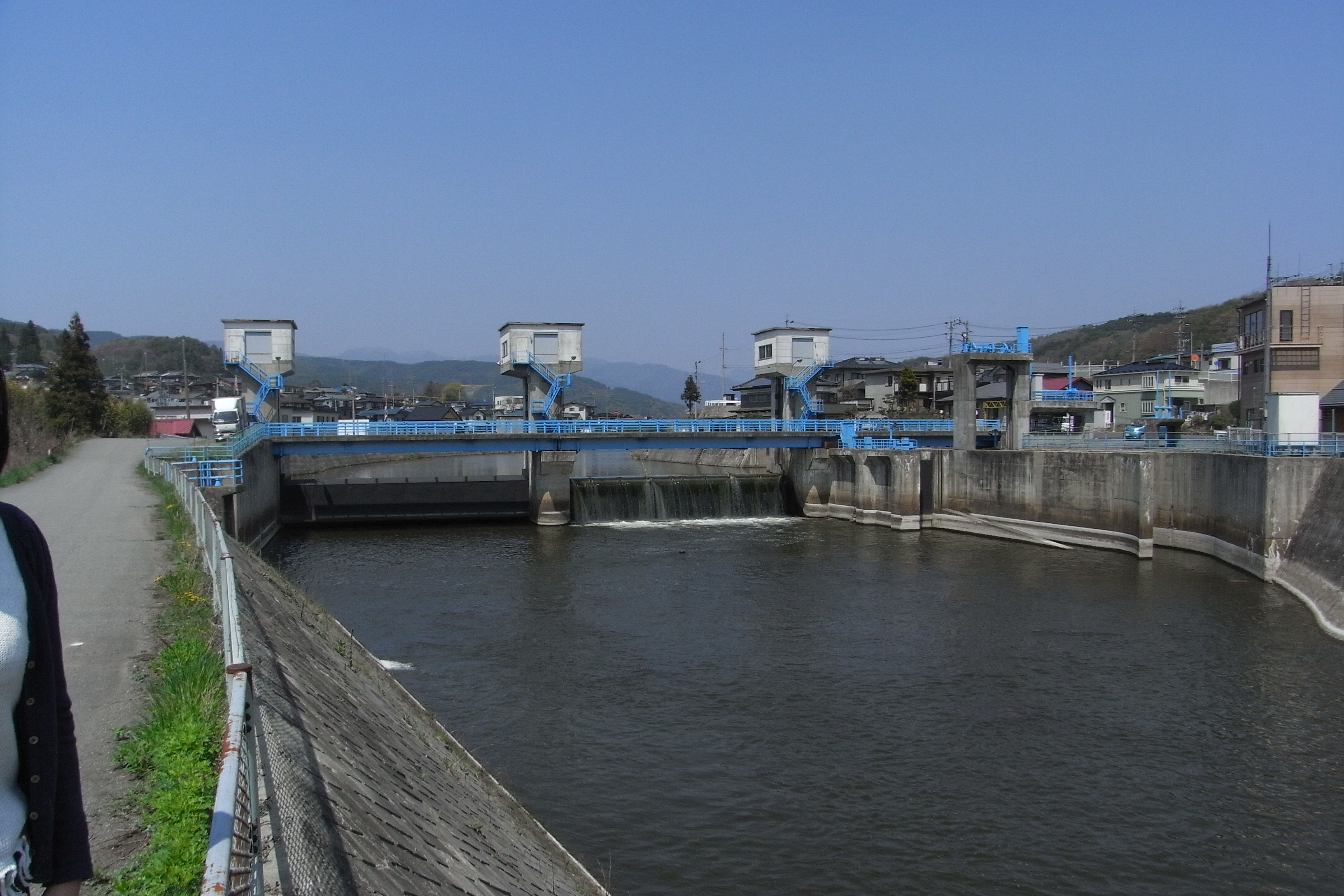
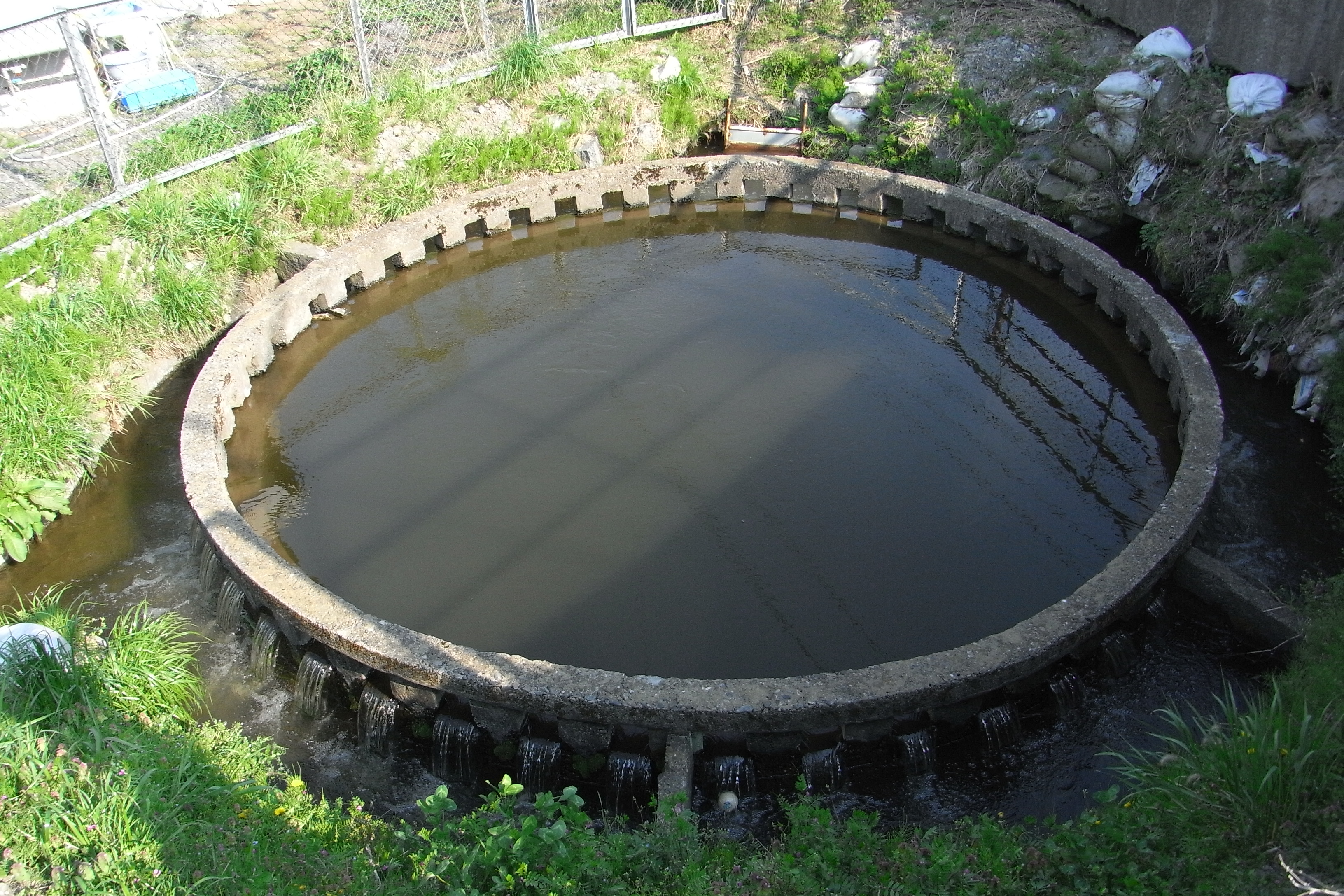
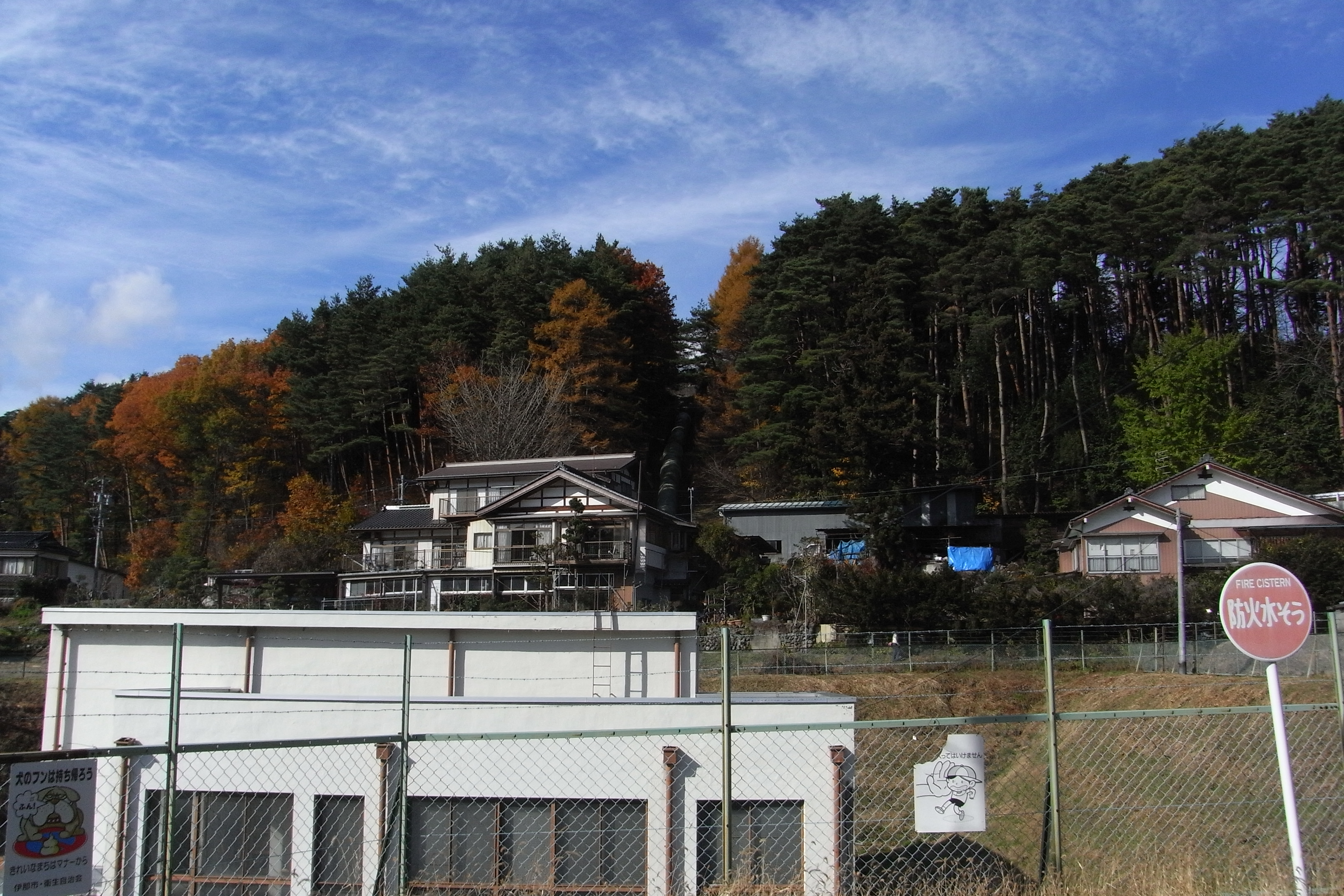

辰野町、箕輪町、南箕輪村、伊那市
- ウィキメディア・コモンズには、西天竜頭首工に関するカテゴリがあります。
- ウィキメディア・コモンズには、西天竜幹線水路円筒分水工群に関するカテゴリがあります。
- ウィキメディア・コモンズには、西天竜発電所に関するカテゴリがあります。